# Acer pentapomicum
Acer pentapomicum é uma espécie de árvore do gênero Acer, pertencente à família Aceraceae.